# Rodrigo González Marmolejo
Rodrigo González Marmolejo O.P. (Carmona, 1488-Santiago, septiembre de 1564) fue un sacerdote dominico y obispo español, elegido primer obispo de Santiago de Chile, que no llegó a ser consagrado.
Algunas fuentes recogen la versión no confirmada de que antes de ordenarse religioso se habría llamado Rodrigo de la Plaza. Fue fraile dominico. En 1536 viajó a Perú. Allí participó en la desafortunada expedición de Pedro de Candía en busca de la legendaria Paitití (1538), por la región entonces conocida como Los Chunchos, en el piedemonte andino oriental.

## En Chile
Llegó a Chile formando parte de la hueste conquistadora de Pedro de Valdivia. Se dedicó a la crianza de caballos, formando el primer criadero de esta especie en dicho territorio, punto de partida de una ganadería que derivaría con los siglos en la raza de los caballos chilenos (la de más antiguo registro de América del Sur, 1893). También se convirtió en encomendero, pese a la expresa prohibición que pesaba sobre los clérigos para hacerlo.
En 1547 fue nombrado por el obispo del Cuzco, Juan Solano, cura y vicario de Santiago de Chile. Luego fue nombrado vicario general y visitador del Reino de Chile. Por real cédula del 29 de enero de 1557, Felipe II le otorgó la administración de la futura diócesis de Santiago, siendo designado obispo de ella el 27 de junio de 1561 por el papa Pío IV. También es conocido por ser quien enseñó a leer a Inés de Suárez.
En 1550 decidió acompañar a Pedro de Valdivia al sur como vicario. Como primer vicario de Santiago, le correspondió preocuparse del proyecto de edificación de la Catedral Metropolitana de Santiago.
Según las referencias de la época, habría muerto de gota, dejando una fortuna de 50 000$, suma considerable para la época.
Fue sepultado en lo que actualmente es la Catedral Metropolitana de Santiago, manteniéndose una placa recordatoria en su memoria.

## Sucesión
| Predecesor: - | Obispo de Santiago de Chile 1561 - 1564 | Sucesor: Fernando de Barrionuevo |